# مطار لوئهو يونلونغ
مطار لوتشو يونلونغ (بالصينية: 泸州云龙机场)(إياتا: LZO، إيكاو: ZULZ ) مطار عام/عسكري في مدينة لوتشو بمقاطعة سيتشوان الصينية. بدأت الأعمال التحضيرية للمطار في أكتوبر 2013 باستثمارات إجمالية قدرها 2.77 مليار يوان، بينما بدأ البناء رسميًا في 5 نوفمبر 2016. وافتتح المطار في 10 سبتمبر 2018 برحلة لطيران قويتشو الافتتاحية من غوييانغ، ونقلت جميع الرحلات الجوية من مطار لوتشو انتيان القديم.
يقع المطار على بعد 17 كيلومترًا (11 ميلًا) شمال وسط مدينة لوتشو، على حدود مدن يون لونغ في مقاطعة لو، وشيدونغ وشوانغجيا في منطقة لونغماتان.

## شركات الطيران والوجهات
| شركـات طيـران             | الوجهات |
| ------------------------- | --- |
| طيران الصين               | مطار قوانغتشو باييون الدولي |
| Chengdu Airlines          | مطار حيفي شينكياو الدولي، مطار شيتشانغ تشينغشان |
| خطوط شرق الصين الجوية     | مطار بكين داشينغ الدولي، مطار هانغتشو شياوشان الدولي، مطار جينان الدولي، مطار كونمينغ جانغشوي الدولي، مطار نانجينغ الدولي، مطار نينغبو ليش الدولي، مطار غينغادو جياودونغ الدولي، مطار شانغهاي بودنغ الدولي، مطار تيانجين الدولي، مطار ونزهو يونجقيانج الدولي، مطار ووهان الدولي، مطار تشنغتشو الدولي |
| خطوط جنوب الصين الجوية    | مطار قوانغتشو باييون الدولي، مطار شينزين باوان الدولي، مطار تشنغتشو الدولي، مطار تشوهاى سانزو |
| China United Airlines     | مطار اوردوس إيجين هورو، مطار ونزهو يونجقيانج الدولي |
| Chongqing Airlines        | مطار هويزهو، مطار ينتشوان خه دونغ |
| Colorful Guizhou Airlines | مطار قوييانغ لونغدونغابو الدولي، مطار شيجياتشوانغ تشنغدينغ الدولي |
| طيران جي إكس              | مطار هايكو ميلان الدولي، مطار لانتشو تشونغ تشوان |
| Hebei Airlines            | مطار جييانغ شاوشان، مطار شيجياتشوانغ تشنغدينغ الدولي |
| Jiangxi Air               | مطار نانتشانغ تشانغبى الدولي |
| خطوط جونياو الجوية        | مطار نانجينغ الدولي، مطار شانغهاي بودنغ الدولي |
| طيران لونج                | مطار ونزهو يونجقيانج الدولي، مطار سنن شوفانغ الدولي |
| خطوط لاكي الجوية          | مطار دالي، مطار شيشوانغباننا غاسا |
| خطوط شانغهاي الجوية       | مطار تشانغتشون الدولي، مطار اوردوس إيجين هورو |
| خطوط سيتشوان الجوية       | مطار داوجينغ يادينغ، مطار قوانغتشو باييون الدولي، مطار هانغتشو شياوشان الدولي، مطار نانينغ الدولي، مطار نينغبو ليش الدولي، مطار جينجيانغ تشيوانتشو، مطار سانيا فينيكس الدولي، مطار أورومتشي الدولي، مطار شيان شيانيانغ الدولي، مطار شيتشانغ تشينغشان، مطار شينينغ الدولي، مطار شيشوانغباننا غاسا     |
| سبرينغ (شركة طيران)       | مطار داليان الدولي |
| طيران التبت               | مطار جييانغ شاوشان، مطار لاسا الدولي، مطار شينزين باوان الدولي، مطار ونزهو يونجقيانج الدولي |
| West Air ‏                 | مطار حيفي شينكياو الدولي، مطار لاسا الدولي، مطار شيجياتشوانغ تشنغدينغ الدولي |
| خطوط زيامن الجوية         | مطار بكين داشينغ الدولي، مطار تشانغشا هوانغوا الدولي، مطار فوتشو تشانغله الدولي، مطار قويلين يانغ جيانغ الدولي، مطار جينجيانغ تشيوانتشو، مطار شانغهاي هونغكياو الدولي، مطار شيامن قاوتشي الدولي |

## وصلات خارجية
- http://www.flightstats.com/go/Airport/airportDetails.do?airportCode=